# Стоа
 Тази статия е за архитектурното съоръжение.  За философската школа вижте Стоицизъм.  
Стоа (на гръцки: στοά) в древногръцката архитектура е покрита колонада (портик) в обществено пространство, най-често по страните на агората и се използва като обществена галерия и място за срещи). Долепена е до сградата, едната ѝ стена е солидна, а другата с колонада, обикновено в дорийски стил. По своя замисъл стоата трябва да излъчва великолепие. Известна в древността е Стоа Пойкиле (Шареният портик) при агората в Древна Атина, на която в средата на 5 в. пр.н.е. е имало фрески от Полигнот Тасоски и Микон.
По-късни образци на стоа от елинистическата и римската епоха са изграждани и като самостоятелни сгради на два етажа, с вътрешна колонада в йонийски стил и в тях е имало и магазини и канцеларии. Това са обществени места, където търговците могат да предлагат стоките си, художниците да излагат произведенията си и гражданите да провеждат религиозни събрания. Разположени са обикновено около пазара или агората на големите градове.
В съвременна Атина е възстановена Стоата на Атал, дарена на Атина от пергамския цар Атал II през около 150 г. пр.н.е. Тя е на два етажа, като долният е в дорийски стил, а горният в йонийски.